# Référence bibliographique
Une référence bibliographique est un ensemble de données permettant d'identifier un document publié, ou une partie de ce document, et d'y faire référence. En général, une référence bibliographique contient au moins le titre du document, son auteur, l'éditeur et la date de publication.

## Dans un texte
Une référence bibliographique peut être utilisée à l'intérieur du corps d'un texte, souvent sous une forme alphanumérique ou abrégée avec renvoi en fin de document ou en bas de page. Elle permet notamment de retrouver ou de prouver l'origine d'une phrase ou d'un concept en lui attribuant un auteur par un mécanisme de citation en relation avec le droit de paternité.

### Style de citation
La création des références bibliographiques et la façon de les utiliser pour citer un document font l'objet de nombreuses normes différentes. Par exemple, la norme APA affiche un appel de citation sous la forme (auteur, date, page) dans le corps du texte et elle liste en fin de document toutes les références qui ont été citées au moins une fois dans une bibliographie ordonnées par nom de famille du premier auteur.La citation permet d'indiquer à votre public que certains éléments de votre travail proviennent d'une autre source et de les afficher dans votre travail. Les citations sont divisées en deux types : primaires et secondaires. Les citations primaires proviennent de l'œuvre elle-même, comme un dictionnaire ou un article sur un sujet. Les citations secondaires proviennent uniquement de sources secondaires, ce qui inclut les biographies, les journaux et les communiqués de presse. Les citations secondaires peuvent être utilisées pour souligner un point, rendre un point intéressant ou montrer au lecteur que vous prenez au sérieux l'importance de l'information. Les citations sont influentes car elles établissent la relation entre l'auteur et la source.

## Collection de références